# Джейкоб Піттс
Джейкоб Піттс (англ. Jacob Pitts; нар. 20 листопада 1980, Вестон) — американський актор.

## Біографія
Дебютував у кіно у 1999 році. У 2004 році зіграв одну з головних ролей у фільмі «Євротур». У 2008 році отримав премію "ShoWest Convention" "Special Award" у категорії "Кращий ансамбль" за роль у фільмі "Двадцять одне". З 2010 по 2015 рік він знімався в серіалі «Правосуддя». В даний час проживає в Лос-Анджелесі.

## Фільмографія
| Рік       |   | Українська назва                    | Оригінальна назва                 | Роль                     |
| --------- | - | ----------------------------------- | --------------------------------- | ------------------------ |
| 2000      | с | Секс і місто                        | Sex & the city                    | Сем Джонс                |
| 2000      | с | Закон і порядок                     | Law & Order                       | Джон Телфорд             |
| 2002      | ф | К-19                                | K-19: The Widowmaker              | Григорій                 |
| 2004      | ф | Євротур                             | Eurotrip                          | Купер Харріс             |
| 2007      | ф | Крізь Всесвіт                       | Across the Universe               | Rap Magazine Employee    |
| 2008      | ф | Двадцять одне                       | 21                                | Фішер                    |
| 2008      | ф | Послуга за послугу                  | Quid Pro Quo                      | Г'ю                      |
| 2010      | с | Тихий океан                         | The Pacific                       | PFC Bill 'Hoosier' Smith |
| 2010—2015 | с | Правосуддя                          | Justified                         | Тім Гаттерсон            |
| 2012      | с | Підозрюваний                        | Person of Interest                | Генрі Пек                |
| 2012      | ф | По-справжньому мертвий              | True Dead                         | Уолтер                   |
| 2013      | ф | Ця штука з котом                    | That Thing with the Cat           | Джексон                  |
| 2014      | с | Елементарно                         | Elementary                        | Пол Ладесма              |
| 2015      | с | Піф-паф комедія                     | Comedy Bang! Bang!                | репортер                 |
| 2016      | с | Області темряви                     | Limitless                         | Адам Брастер             |
| 2017      | с | Підлий Піт                          | Sneaky Pete                       | Ленс Лорд                |
| 2018      | с | Грішники                            | The Sinner                        | J.D.                     |
| 2018      | с | Закон і порядок: Спеціальний корпус | Law & Order: Special Victims Unit |                          |